# NGC 203
NGC 203 је лентикуларна галаксија у сазвежђу Рибе која се налази на NGC листи објеката дубоког неба.
Деклинација објекта је + 3° 26' 33" а ректасцензија 0h 39m 39,5s. Привидна величина (магнитуда) објекта NGC 203 износи 14,1 а фотографска магнитуда 15,1. NGC 203 је још познат и под ознакама NGC 211, MCG 0-2-114, CGCG 383-61, PGC 2393.